# Paulinismus
Paulinismus je moderní označení pro ty směry a skupiny v křesťanství, které zvláště zdůrazňovaly učení Pavla z Tarsu.
Apoštol Pavel byl jeden z nejvýznamnějších křesťanských teologů a podstatně zasáhl do vývoje raného křesťanství; historicky nejstarší křesťanské spisy jsou právě některé Pavlovy listy. Z Nového zákona víme
- že se s Ježíšem za jeho pozemského života nikdy nesetkal, že ve svých listech jen málo mluví o jeho životě a většinou necituje jeho výroky;
- že z Ježíšova působení pokládal za podstatné ustanovení Večeře Páně, smrt na kříži a vzkříšení;
- že byl jedním z prvních, kdo označil Ježíše z Nazaretu za Krista či Mesiáše;
- že se zasadil o to, aby křesťané, kteří předtím nebyli židy, nemuseli dodržovat některé předpisy Starého zákona, a že o tom vedl spor s jinými apoštoly;
- že proti židovskému přesvědčení, že člověk se před Bohem stává spravedlivým tím, že plní příkazy Zákona, postavil učení, že člověk je ospravedlněn milostí na základě víry v Krista;
- že nekladl velký důraz na svátky a kalendář;
- že měl spory s jinými hlasateli křesťanství.

Je také jisté, že křesťanství se prosadilo do řecky mluvícího světa v podobě, kterou mu dal Pavel a která se stala základem učení křesťanské církve (církví). Už v prvních dobách se proti tomu stavěly některé skupiny, například ebionité, kteří pokládali všechny židovské předpisy za závazné. Naopak Markion ze Sinope (2. století) byl jeden z prvních, kdo výslovně vyzvedali Pavlovu nauku a Starý zákon odmítali.
Pojem paulinismus se dnes používá ve dvojím odlišném významu:
1. v křesťanské teologii jako označení jistého důrazu (na Boží milost, na křesťanskou svobodu a pod.), který poprvé vyzvedli reformátoři (Martin Luther, Jan Kalvín) proti středověkému křesťanství a římské církvi;
2. v polemice proti křesťanství, která zdůrazňuje rozdíly v učení i praxi raného křesťanství, například mezi evangelii a Pavlovými listy, mezi Novým zákonem a apokryfy, a pokládá Pavla a ne Ježíše z Nazareta za vlastního autora křesťanství; mezi prvními byli Thomas Jefferson, Ernest Renan a Friedrich Nietzsche.

### Na internetu
- Nejstarší křesťanská literatura (texty) - en
- Catholic Encyclopedia o Pavlových odpůrcích - en
- Ekumenické stanovisko: New Perspective on Paul - en
- Židovské stanovisko (Jewish Encyclopedia): New Testament - For and Against the Law - en
- Esénské stanovisko: Jehošua nebo Pavel? - en Archivováno 28. 9. 2007 na Wayback Machine.
- Skeptické stanovisko: Paul and the Origins of Christianity - en